# Kopa (Velká Fatra)
Kopa (1187,2 m n. m.) je vrchol v severní části Velké Fatry. Nachází se přibližně 20 km severovýchodně od Martina.

## Poloha
Nachází se na severním okraji pohoří, v geomorfologickém podcelku Šípská Fatra, nad soutokem Váhu a Oravy. Vrch leží v Žilinském kraji, na hranici okresů Dolný Kubín a Martin a zasahuje na katastrální území obcí Kraľovany a Krpeľany. Kopa se nachází na severním konci hlavního hřebene a jeho východním předvrcholem vede Veľkofatranská magistrála. Nejbližším sídlem jsou severně ležící Kraľovany a východně situovaná Ľubochňa. Sousedními vrchy jsou na západ ležící Sokol (783 m n. m.), severně ležící Šíp (1169 m n. m.), východně ležící Ostré (1067 m n. m.) a jižně ležící Magura (1059 m n. m.). Jižně od mohutného masivu se nachází Ľubochnianské sedlo, kterým vede hlavní hřeben.

## Popis
Vrch je součástí rozsáhlého masivu, který na západě, severu i východě strmě padá do údolí Váhu. Nejvyšší část tvoří horský hřeben, který vede od východu západním směrem a zakončuje ho nevýrazný vrch Sokol. Kolmo na něj vede jižním směrem do Ľubochnianského sedla hlavní hřeben, směřující přes Kľak a Ploskú na Ostredok. Masiv odvodňují kratší potoky, ústící přímo do Váhu. Hustý porost na svazích i vrcholu umožňuje jen velmi omezené výhledy. Jižní částí masivu v budoucnu povede dálniční tunel Korbeľka.

### Výhledy
Hustý porost zamezuje výhledu z vrcholu Kopy, ale z vhodných mýtin je možné pozorovat množství okolních vrchů. Pozorovat lze například část Velké Fatry a Nízkých Tater, Vysoké Tatry, Chočské vrchy, Oravskou Maguru, Malou Fatru, Žiar i Vtáčnik.

## Přístup
Vrchol je přístupný odbočením ze značené trasy hřebenovky, která vede předvrcholem Kopy.
- po  červené značce:
  - z východu z Ľubochne
  - z jihu hřebenem od vrchu Kľak ((1394 m n. m.) přes Ľubochnianské sedlo
- po  žluté značce z Krpelian[2]